# Ave Verum Corpus
L'Ave Verum Corpus, o semplicemente Ave Verum, è un inno eucaristico che viene fatto risalire a una poesia del XIV secolo. L'inno concerne il credo cattolico della presenza del corpo di Gesù Cristo nel sacramento dell'eucaristia; il significato italiano del titolo è Salve, Vero Corpo.
La sua presenza fu attestata  per la prima volta in un manoscritto francescano dell'Italia centrale (Chicago, Newberry Library, 24). Un manoscritto di Reichenau datato al XIV secolo lo attribuisce a papa Innocenzo (variamente identificato con Innocenzo III, Innocenzo IV, Innocenzo V o Innocenzo VI).
Durante il Medioevo veniva cantato durante la consacrazione al momento dell'elevazione dell'Eucaristia. Ricorreva di frequente anche durante la Benedizione del Santissimo Sacramento.

## Testo dell'inno
Vere passum, immolatum in cruce pro homine,

Cuius latus perforatum fluxit aqua et sanguine,

Esto nobis praegustatum in mortis examine.

O Iesu dulcis, O Iesu pie, O Iesu, fili Mariae,

Miserere mei. Amen.»
che veramente patì e fu immolato sulla croce per l'uomo,

dal cui fianco squarciato sgorgarono acqua e sangue:

fa' che noi possiamo gustarti nella prova suprema della morte.

O Gesù dolce, o Gesù pio, o Gesù figlio di Maria.

Pietà di me. Amen.»

## Versioni in musica
Questo testo è stato musicato da numerosi compositori; fra le numerose versioni, quella più celebre è l'opera K.618 di Wolfgang Amadeus Mozart. Il testo è, inoltre, inserito all'interno della canzone "Don Salvató" di Enzo Avitabile.